# Scytodes grammocephala
Scytodes grammocephala är en spindelart som beskrevs av Simon 1909. Scytodes grammocephala ingår i släktet Scytodes och familjen spottspindlar.
Artens utbredningsområde är Vietnam. Inga underarter finns listade i Catalogue of Life.